# Walfred de Friuli
Walfred (sau Waltfred) (d. 896) a fost conte de Verona, iar apoi margraf de Friuli în ultimele decenii ale secolului al IX-lea.
Walfred a fost de la bun început un susținător al lui Berengar de Friuli în candidatura acestuia pentru Coroana de fier a regilor longobarzi, competiție deschisă de depunerea împăratului Carol cel Gras din 887. El era descris ca fiind "cel mai înalt consilier" al lui Berengar. Primise funcțiile de consiliarius și marchio din partea lui Carol, devenind cel mai mare potentat din Lombardia răsăriteană după Berengar. I-a succedat acestuia din urmă în Friuli, însă în niște circumstanțe încă neelucidate.
Astfel, el ar fi putut succeda lui Berengar odată cu numirea acestuia ca rege, așadar încă din jurul anului 890, atunci când Berengar este numit ultima dată ca margraf de Friuli. În dreptul anului 896, Annales Fuldenses descrie cum Walfred a murit în funcție și cum a deținut el Verona cu "mare fidelitate față de împărat", adică față de Arnulf de Carintia, adăugând că moartea sa a constituit o oportunitate pentru Berengar de a-și reafirma revendicările asupra regatului după alungarea sa de către Arnulf la începutul acelui an. S-a sugerat că Walfred a fost plasat în locul lui Berengar de către Arnulf în 896, după posibila sa defecțiune din tabăra lui Berengar. În orice caz, Walfred a deținut Friuli vreme de mai puțin de un an, după care Marca friulană nu a mai fost condusă de margrafi, funcția rămânând vacantă.